# Lucio Redivo
Lucio Redivo (Bahía Blanca, Buenos Aires, 14 de febrero de 1994) es un jugador de baloncesto argentino que juega en el UEB Cividale de la Lega Basket Serie A2 italiana de baloncesto.

## Trayectoria
Captado por el Bahía Basket a los 16 años desde el Pacífico, la evolución de Redivo no fue como la de otros jóvenes que apuntan desde el primer momento a un notable futuro en el baloncesto profesional. El bahiense fue ascendiendo escalones bajo las órdenes de Sebastián Ginóbili y en el curso 2015-16 -luego de haber actuado con Morón en el Torneo Prefederal de FEBAMBA-, fue elegido Jugador de Mayor Progreso de la Liga Nacional de Básquet, además de ganarse sus primeras convocatorias con la selección nacional. 
Su explosión como jugador sería en la temporada 2016-17, consiguiendo 22,1 puntos con un 35,1 % en triples en ocho encuentros de la Liga de las Américas, 18,9 puntos (39,2 %) en nueve citas de la Liga Sudamericana y 16,9 puntos (32,7 %) en 56 choques de la liga argentina. En la primera de las competiciones tuvo actuaciones brutales, como los 37 puntos que le endosó a San Lorenzo, pero las finales no fueron lo suyo. Perdió las de la Liga de las Américas y la Sudamericana.
A pesar de su corta estatura para el puesto de dos, lo más destacado de su juego era su capacidad anotadora, lo que le supondría en junio de 2017, firmar por el Bilbao Basket de la Liga Endesa un contrato de 2+1 años. Después fichó por el Breogán. 
La temporada 2019-20 la disputó con el Aguacateros de Michoacán de la liga mexicana, con quien llegó a las finales de conferencia. 
En julio de 2020 vuelve a Europa fichado por el Monferrato de la segunda división de Italia.
El 17 de agosto de 2021 fue contratado por el New Basket Brindisi de la Lega Basket Serie A, la máxima categoría del baloncesto italiano. En ese club jugó un total de 25 partidos, en los que promedió 9.0 puntos, 1.7 rebotes y 1.6 asistencias en 18 minutos en cancha por encuentro.
Retornó al Casale Monferrato en agosto de 2022, lo que implicó cambiar la Serie A por la Serie A2. Sin embargo, en febrero de 2023, dejó a su equipo para fichar con el UEB Cividale, también de la Serie A2.

## Selección nacional
Actualmente forma parte de la selección de Argentina, en la que debutó en 2016.
En 2019 fue uno de los bases del plantel argentino que obtuvo la medalla de oro en los Juegos Panamericanos de Lima. Este fue el primer título oficial de Redivo jugando en la selección mayor de su país. Además, si bien no tuvo muchos minutos en la cancha, fue uno de los bases del plantel que conquistó la medalla de plata en la Copa Mundial de China de ese año.